# The Goddamn Gallows
The Goddamn Gallows ist eine amerikanische Folk-Punk-Band aus Detroit. Die Band verbindet Elemente aus Country-Musik, Folk, Bluegrass, Psychobilly, Rock ’n’ Roll, Metal und Punk zu einem Stil, den sie selbst als „Gutterbilly“ bezeichnen.

## Geschichte
Die Band The Goddamn Gallows gründete sich 2004 in Detroit im US-Bundesstaat Michigan. Gründungsmitglieder waren Mikey Classic als Gitarrist und Sänger, Fishgutzzz als Kontrabassist und Amanda Kills am Schlagzeug, die kurz darauf von Baby Genius ersetzt wurde. 2004 erschien mit The Gallows EP die erste Veröffentlichung der Band und 2007 veröffentlichten sie Gutterbillyblues, ihr Debüt-Album, im Eigenverlag GBC Records. 2009 wurde die Besetzung um Joe Perreze an Banjo sowie TV’s Avery mit Akkordeon und Waschbrett ergänzt, wodurch weitere Folk- und Bluegrass-Elemente aufgenommen werden konnten. Perreze wurde später durch Jayke Orvis an Mandoline und Banjo ersetzt.
2009 folgte das Album Ghost of th’ Rails bei Farmageddon Records sowie in der Folge das Kompilationsalbum Broke, Down, and Dirty 2010 und das weitere eigenständige Album 7 Devils 2011 beim gleichen Label. 2014 veröffentlichte die Band das Album The Maker  bei Farmageddon Records sowie bei dem deutschen Label Crazy Love Records, bei dem zudem 2016 das Kompilationsalbum The Gallows - Life of Sin veröffentlicht wurde. Das bislang letzt Album The Trial erschien 2018 bei Sailor’s Grave Records.

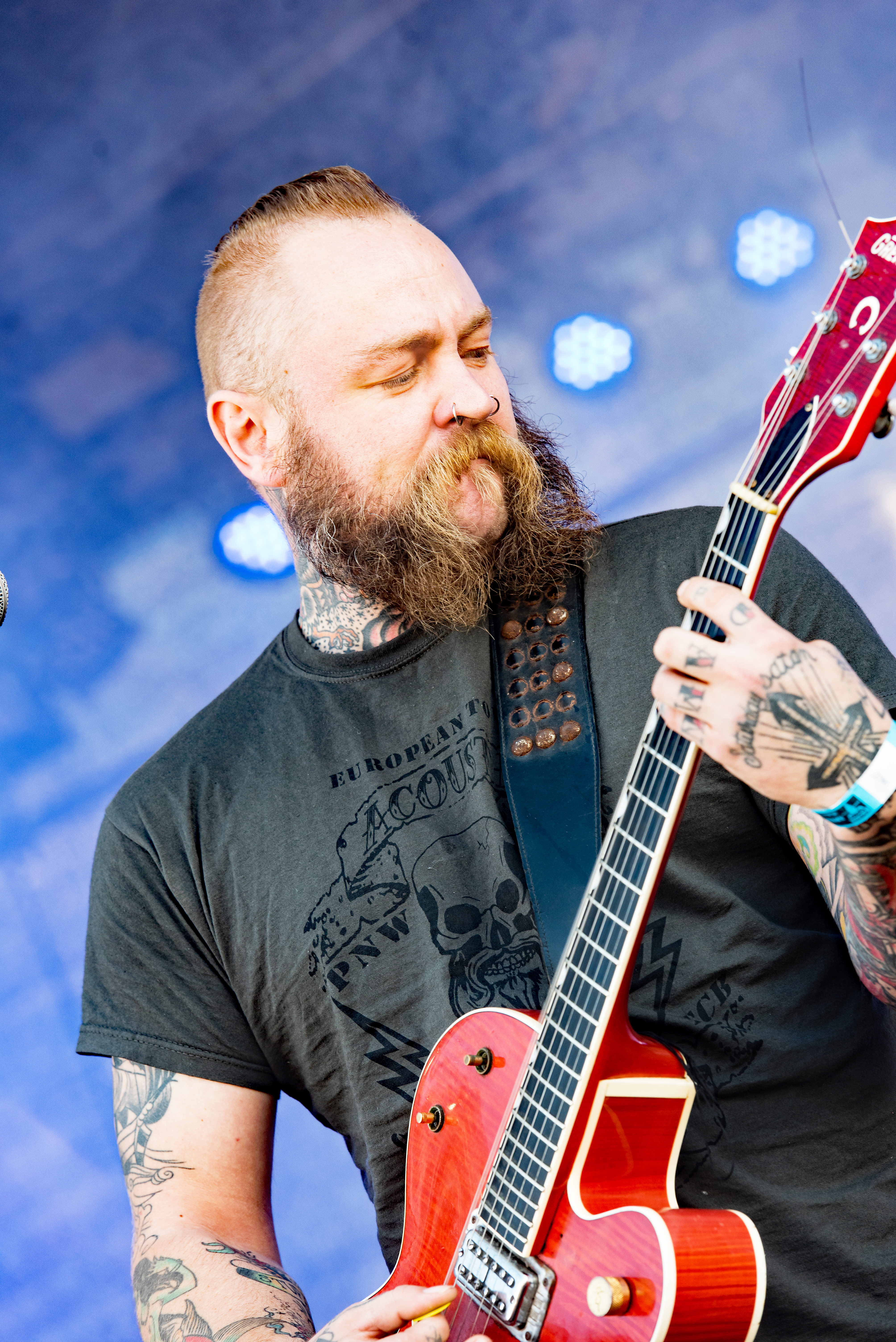
Mikey Classic
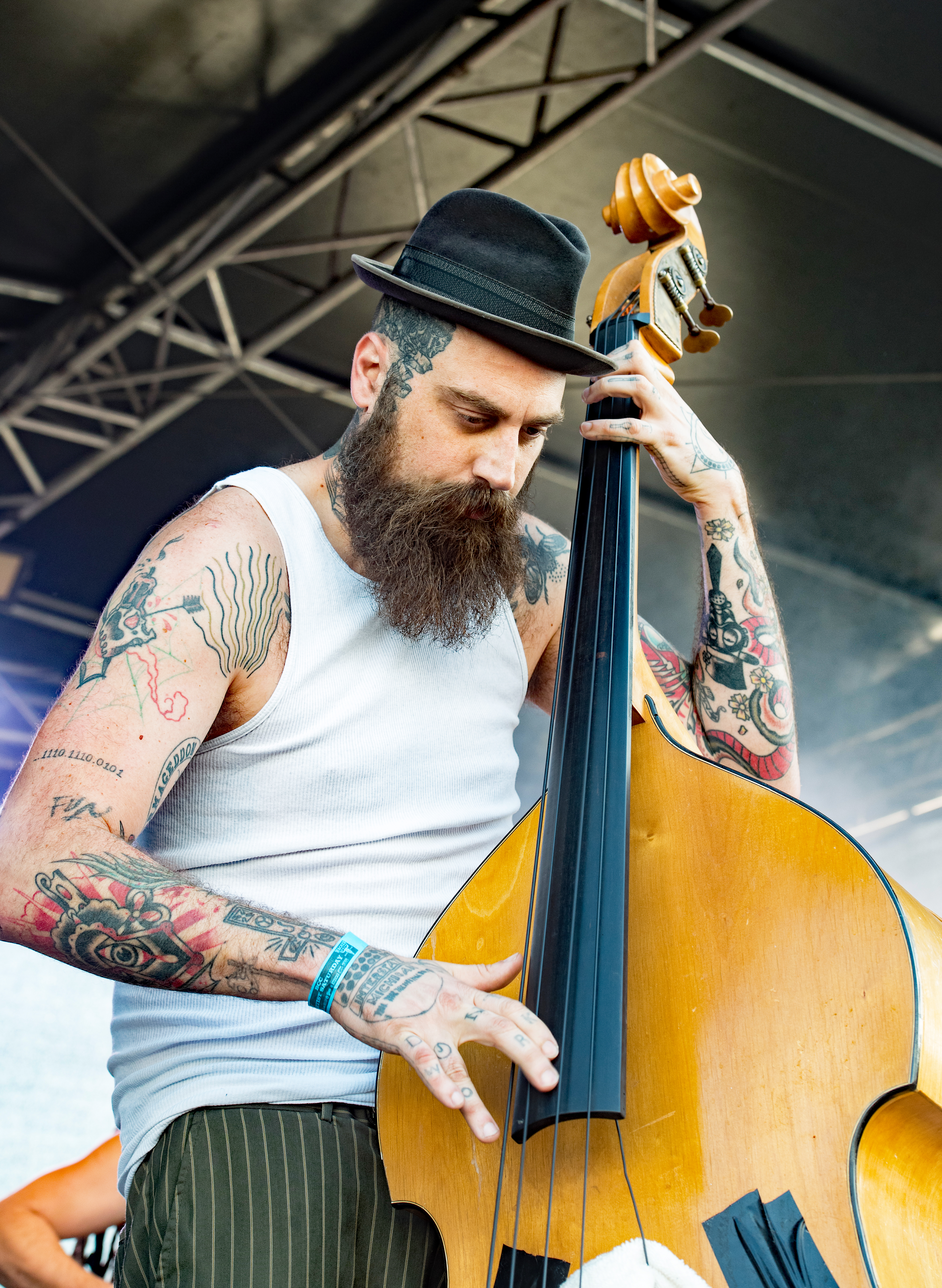
Fishgutzzz
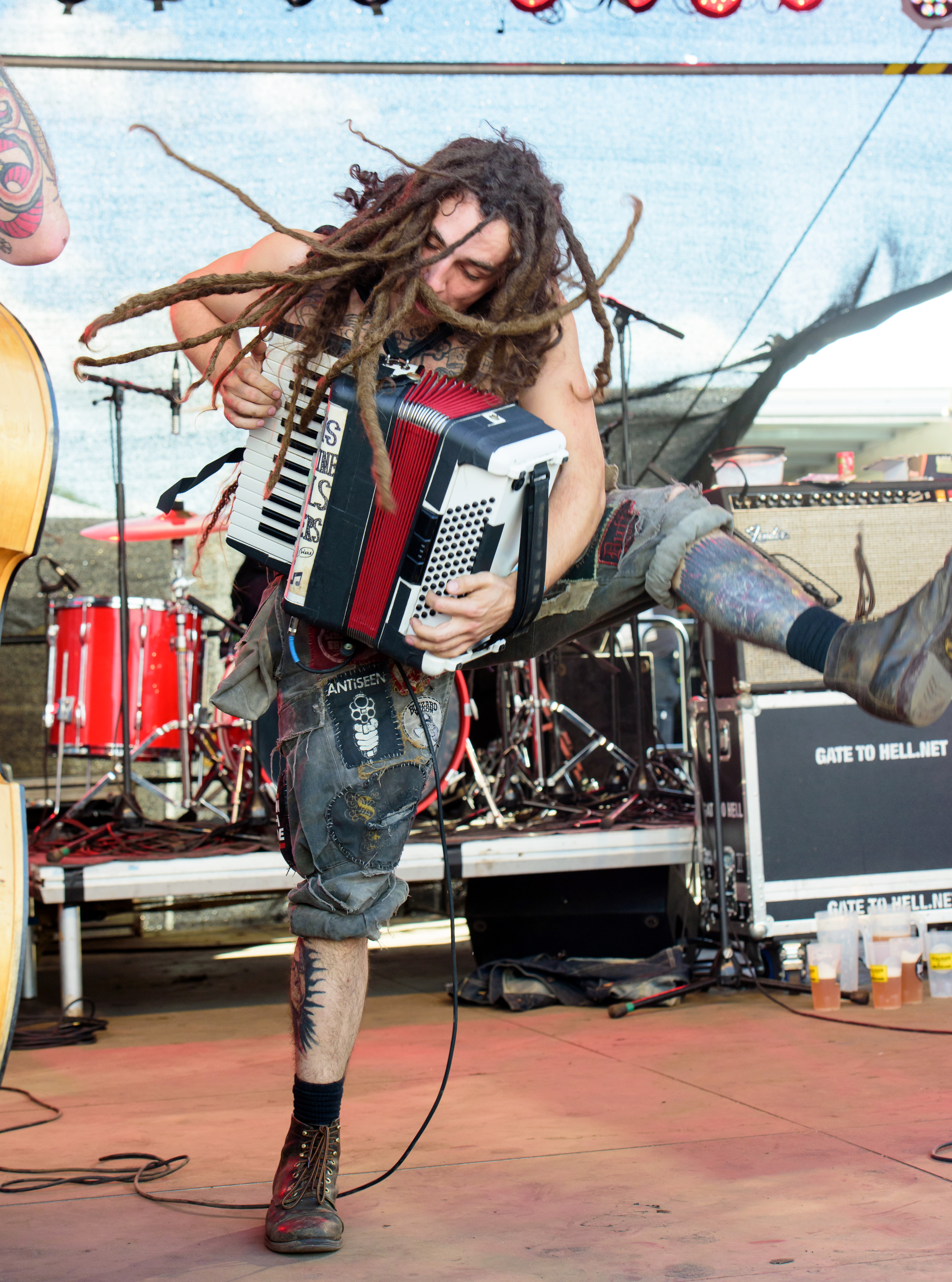
TV’s Avery
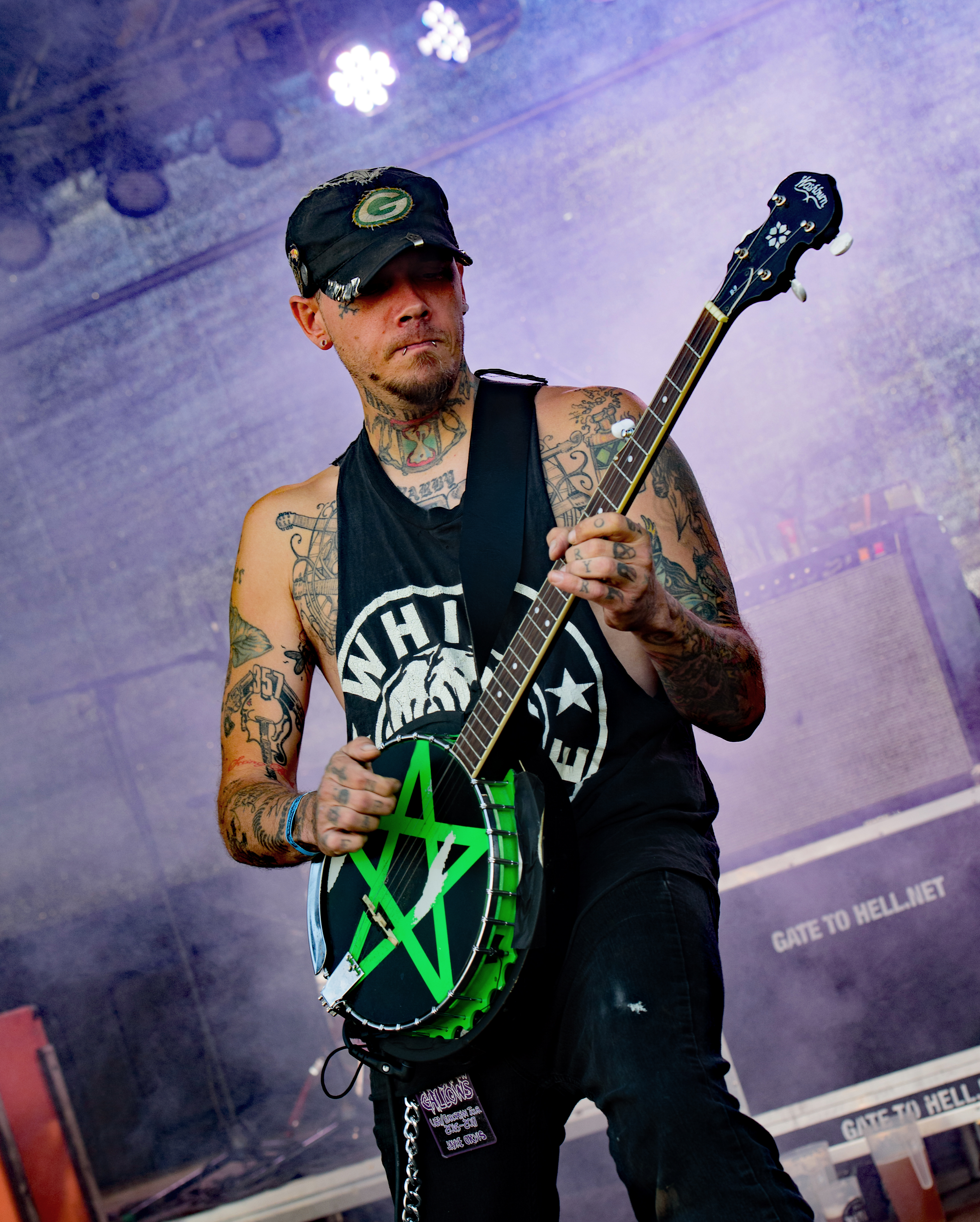
Jayke Orvis
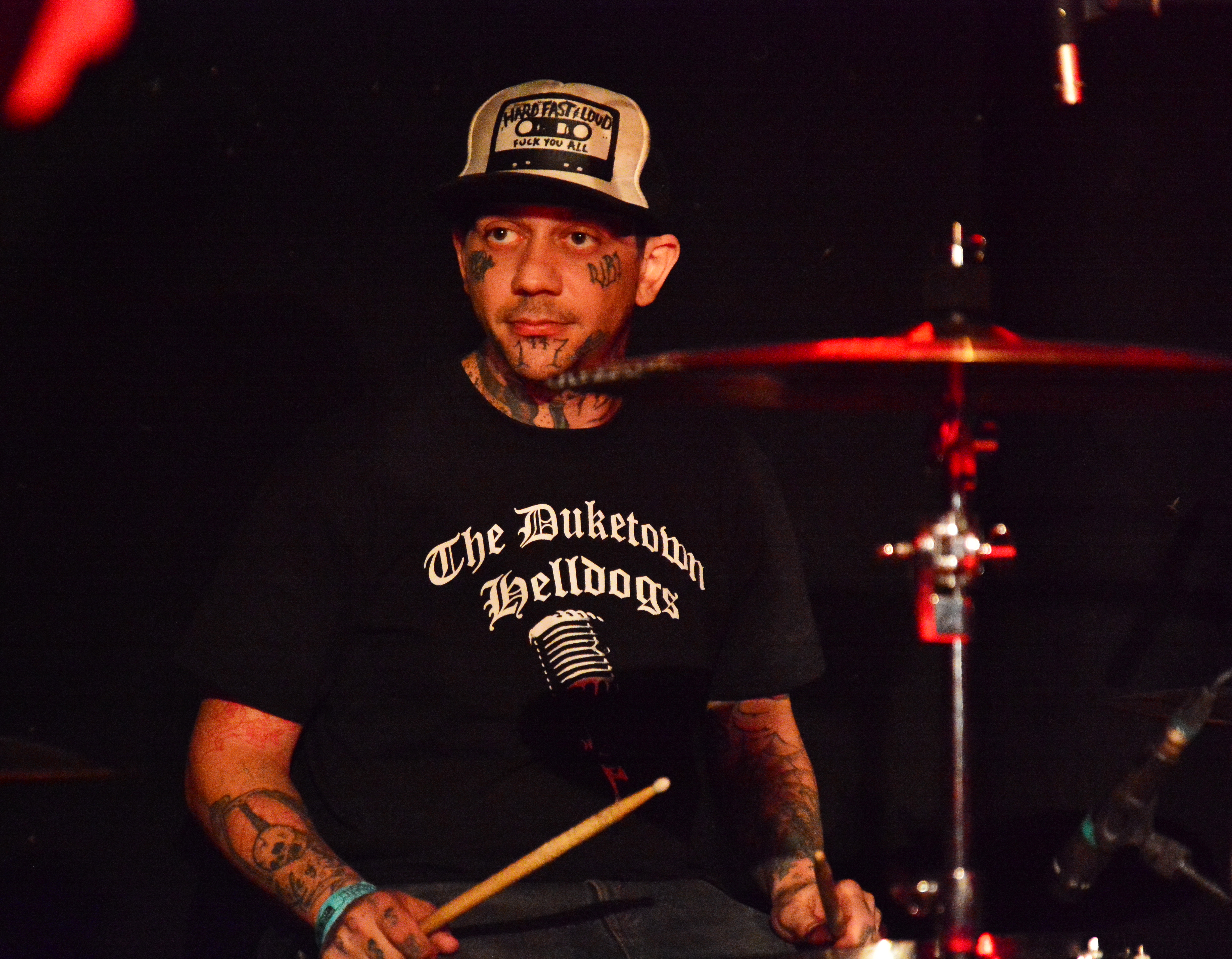
Baby Genius

## Stil
Die Musik von The Goddamn Gallows stilistisch einzuordnen wird als schwierig beschrieben. Sie kombinieren Einflüsse verschiedener Musikrichtungen wie Punk, Country-Musik, Folk, Bluegrass, Rock ’n’ Roll und Metal zu einem Stil, den sie selbst als „Gutterbilly“ bezeichnen und der auch als „Gypsy-Punk“ oder „Sideshow-Rock’n’Roll“ mit „Hillbilly-Attitüde“ eingeordnet wird.

## Diskografie

### Alben
- 2007: Gutterbillyblues (Eigenverlag GBC Records)
- 2009: Ghost of th’ Rails (Farmageddon Records)
- 2010: Broke, Down, and Dirty (Farmageddon Records)
- 2011: 7 Devils (Farmageddon Records)
- 2014: The Maker  (Farmageddon Records, Crazy Love Records)
- 2016: Life of Sin (Crazy Love Records) (als „The Gallows“ 2004; einziges Album mit Amanda Kill am Schlagzeug)
- 2018: The Trial (Sailor’s Grave Records)

### EPs
- 2010: The Goddamn Gallows
- 2010: The Goddamn Gallows, Black Eyed Vermillion – Swappin’ Spit (Farmageddon Records)
- 2014: Reverend Beat-Man / The Goddamn Gallows – Jesus Christ Twist / Howlin’ Wind (Muddy Roots Music)
- 2022: False Church, The Goddamn Gallows – Heretics And Hangmen

### Sampler
- 2015: 2015 Farmageddon Records Music Festival Sampler (Farmageddon Records) https://farm-fest2015sampler.bandcamp.com/album/2015-farmageddon-records-music-festival-sampler

## Belege
1. 1 2  
The Goddamn Gallows. In: musicglue.com. 11. Oktober 2017, abgerufen am 16. Februar 2023 (englisch).
2. ↑  
The Goddamn Gallows, Diskografie auf discogs.com, abgerufen am 16. August 2022.
3. ↑  
The Goddamn Gallows, Dreikönigskeller, Frankfurt, 16.06.2015, Konzertbericht vom 17. Juni 2015 auf rockstage-riot-rheinmain.de, abgerufen am 12. August 2022.